# 大角国家森林
大角国家森林（英語：Bighorn National Forest），也作大角羊国家森林、比格霍恩国家森林，位于美国怀俄明州北部，幅员辽阔，面积超过4,500平方（1.1 × 106英畝）。它于1897年作为美国的一处自然保护区建立，是美国受政府保护最久的林地之一。